# المكتب الوطني للسلامة الصحية للمنتجات الغذائية (المغرب)
المكتب الوطني للسلامة الصحية للمنتجات الغذائية مؤسسة عمومية مغربية خاضعة لوصاية الدولة، مسؤولة عن السلامة الصحية للمنتجات الغذائية ومطابقة المواد الغذائية المستوردة للمعايير. تم إنشاء المكتب سنة 2009 وهو تابع لوزارة الفلاحة والصيد البحري والتنمية القروية والمياه والغابات.

## التاريخ
تم إنشاء المكتب طبقاً لقانون 25.08 الصادر بالظهير رقم 1.09.20 المنشور في الجريدة الرسمية رقم 5714 في 18 فبراير 2009 في إطار تفعيل مخطط المغرب الأخضر.

## المهام
يُعنى المكتب الوطني للسلامة الصحية للمنتجات الغذائية بعدة مهام، من أبرزها:
- ضمان المراقبة والحماية الصحية للرصيد النباتي والحيواني على المستوى الوطني وعلى الحدود.
- ضمان السلامة الصحية للمواد الغذائية ابتدئاً من المواد الأولية إلى المستهلك بما فيها المواد البحرية والمواد الخاصة بتغذية الحيوانات.
- اعتماد ومراقبة المدخلات الفلاحية (البذور، المبيدات، الأسمدة) وتسجيل الأدوية البيطرية.
- تطبيق القوانين والمساطر المتعلقة بالشرطة الصحية البيطرية ووقاية النباتات.

## روابط خارجية
- الموقع الرسمي
- موقع وزارة الفلاحة والصيد البحري